# Dietmar Mieth

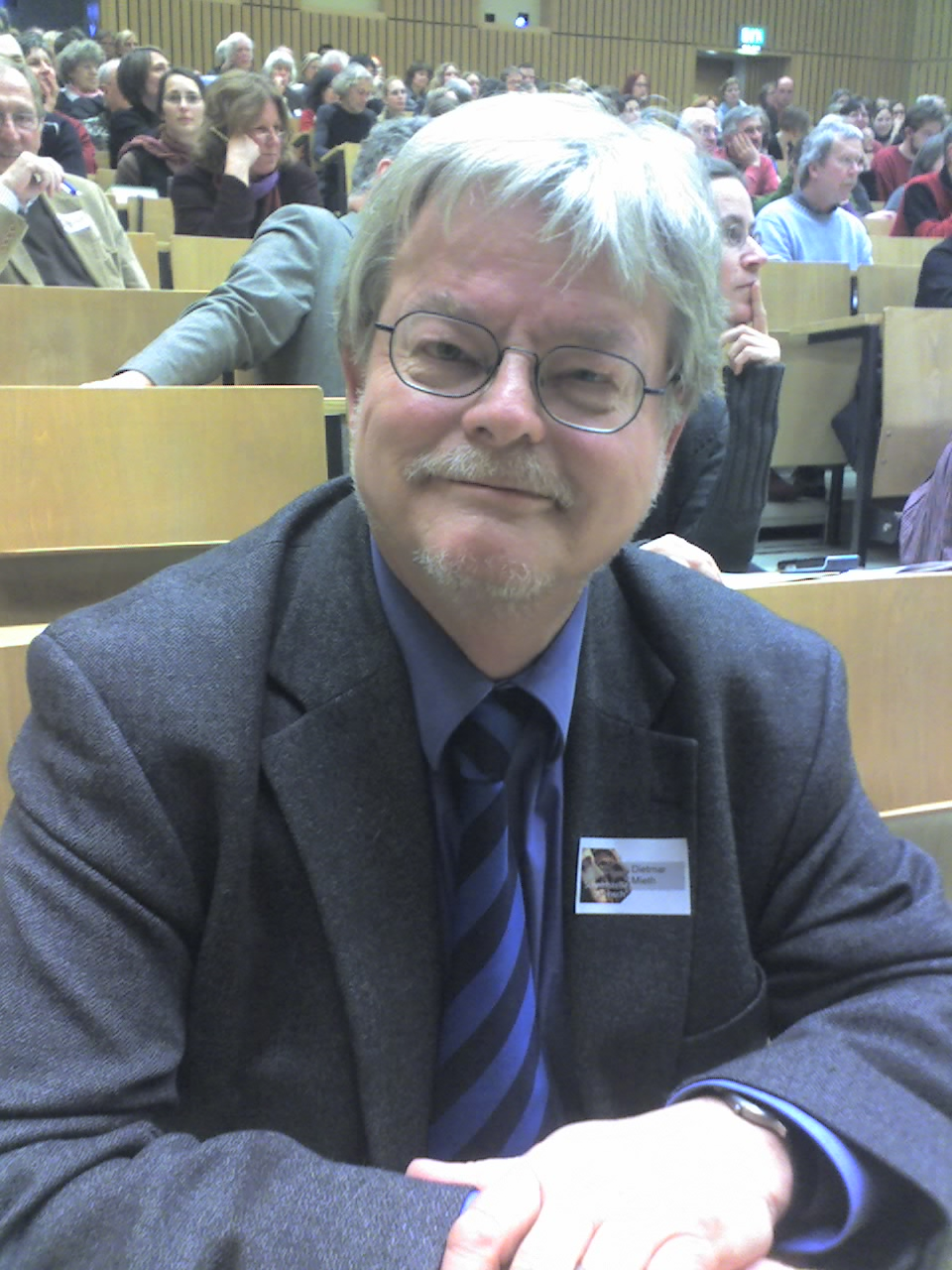
Professor Dietmar Mieth, 2007.

Dietmar Mieth, född 23 december 1940 i Berlin, är en tysk katolsk teolog. Han är professor emeritus i kristen etik särskilt socialetik vid den katolska teologiska fakulteten på Universitetet i Tübingen.
Mieth intresserade sig från början mest för Mäster Eckhart men kom via läraren Alfons Auer in på moralteologi. Mieth doktorerade 1968 och avlade habilitationsavhandling 1974 efter att den tyska biskopskonferensen hävt den spärr som hindrade lekmän från att ta denna grad inom ämnet. Samma år blev han professor på Freiburgs universitet, som den förste lekmannen i världen att få en professur i moralteologi. 1981 lämnade han Freiburg för en professur i kristen etik i Tübingen, där han blev kvar till pensioneringen 2008.
Mieth har suttit i många rådgivande grupper och kommissioner i etiska frågor: inom EU-kommissionen i Bryssel 1994-2000, i det tyska hälsoministeriets etiska kommission 1999-2002, och i parlamentet Bundestags undersökande kommission för etik och juridik inom modern medicin 2002-2005. Han sitter också i den tyska biskopskonferensens kommission för bioetik sedan 2001. 2007 tilldelades han Förbundsrepubliken Tysklands förtjänstorden.
Mellan 1978 och 2001 var han styrelseordförande för den teologiska tidskriften CONCILIUM.
Mieth är en av de ursprungliga undertecknarna av de tyska teologernas memorandum 2011.